# Neobrachypterus melanocephalus
Neobrachypterus melanocephalus is een keversoort uit de familie bastaardglanskevers (Kateretidae). De wetenschappelijke naam van de soort werd in 1979 gepubliceerd door Jelinek.